# Ammelstädt

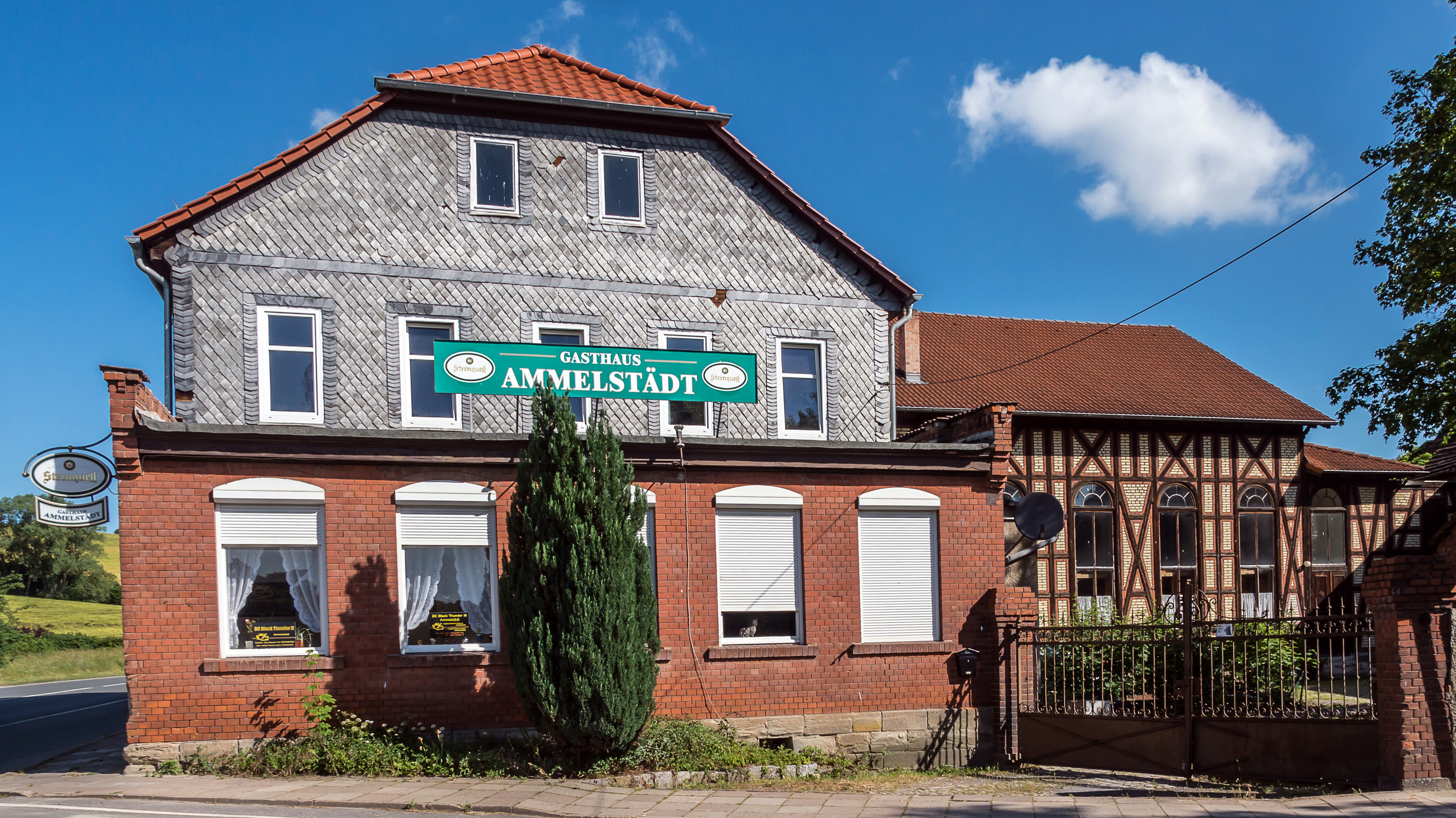
Der Gasthof mit Nebengebäuden ist ein Kulturdenkmal

Ammelstädt ist ein Ortsteil der Stadt Rudolstadt im Landkreis Saalfeld-Rudolstadt in Thüringen.

## Geografie
Die Bundesstraße 85 von Rudolstadt nach Weimar führt direkt am Ort vorbei. Das Tal, in dem auch die Straße von Rudolstadt nach Ammelstädt verläuft,
ist mit einem leichten Anstieg verbunden. Auf beiden Seiten sind bewaldete Anhöhen.
Nachbarorte sind im Süden Rudolstadt, wobei der Rudolstädter Ortsteil Pflanzwirbach direkt südöstlich angrenzt. Im Nordwesten befinden sich Geitersdorf und Teichröda, im Nordosten der Uhlstädt-Kirchhaseler Ortsteil Teichweiden.

## Verkehr
Die Haltestellen Ammelstädt und Ammelstädt Gewerbegebiet liegen an den KomBus-Linien 113 Erfurt – Remda – Rudolstadt und 114 Rudolstadt – Teichel – Weimar.

## Geschichte
Der Ort wurde 1350 erstmals urkundlich erwähnt. Bis 1920 war Ammelstädt eine Exklave von Sachsen-Altenburg und gehörte vor dem 1. April 1900 zum Westkreis, danach zum Landratsamt Roda.
Das nach der Wende 1992/1993 geschaffene Gewerbegebiet direkt an der Bundesstraße 85 brachte für den Ort einen wirtschaftlichen und finanziellen Aufschwung.
Es folgten Ansiedlungen folgender Unternehmen: - Baugewerbe – Versandhandel – Dienstleistungen – Autohaus – Tankstelle – Bäckerhandwerk.
Am 1. Januar 1997 bildeten Ammelstädt, die Städte Remda und Teichel sowie neun weitere Orte die neue Stadt Remda-Teichel. Zum 1. Januar 2019 wurde Ammelstädt im Zuge der Eingemeindung von Remda-Teichel ein Stadtteil von Rudolstadt.